# Paul, Cornwall
Paul är en ort i Storbritannien.   Den ligger i grevskapet Cornwall och riksdelen England, i den södra delen av landet, 400 km väster om huvudstaden London. Paul ligger 79 meter över havet och antalet invånare är 234.
Orten ska inte förväxlas med den närliggande tidigare civil parish Paul som låg väster om orten Paul.